# Tocro de Veneçuela
El tocro de Veneçuela (Odontophorus columbianus) és una espècie d'ocell de la família dels odontofòrids (Odontophoridae) que habita la selva humida de les muntanyes, 1300-2400 m de l'oest i nord de Veneçuela.